# Сельцо (Починковский район)
Сельцо — деревня в Починковском районе Смоленской области России. Входит в состав Ленинского сельского поселения. Население — 92 жителя (2007 год).
Расположена в центральной части области в 16 км к северо-востоку от Починка, в 13 км севернее автодороги Р96 Новоалександровский(А101) — Спас-Деменск — Ельня — Починок, на берегу реки Словажа. В 9 км юго-западнее деревни расположена железнодорожная станция Пересна на линии Смоленск — Рославль.

## История
В годы Великой Отечественной войны деревня была оккупирована гитлеровскими войсками в июле 1941 года, освобождена в сентябре 1943 года.

## Достопримечательности
В 1 км от деревни Сельцо располагался хутор Загорье, основанный в 1910 году отцом Твардовского А. Т. Твардовским Т. Г., который приобрёл 10 с небольшим десятин земли в пустоши Столпово. В то время эта земля относилась к Переснянской волости Смоленского уезда. Здесь и родился известный советский поэт. В 1928 году Твардовский перебрался в Смоленск. Реставрация усадьбы началась 1 сентября 1986 года и закончилась в 1987 году.
Музей-усадьба Твардовского занимает площадь 2,6 га. Включает в себя жилой дом, скотный двор, сенной сарай, баня, кузница, колодец, пруд, небольшой сад.